# Liste der Resolutionen des UN-Sicherheitsrates (1995)
Diese Liste der Resolutionen des UN-Sicherheitsrates nennt die vom Sicherheitsrat der Vereinten Nationen im Jahr 1995 verabschiedeten Resolutionen.
| Nummer | Beschluss vom | Gegenstand | Mission |
| ------ | ------------- | --- | ------- |
| 970    | 12. Januar    | über die Schließung der internationalen Grenze zwischen Jugoslawien und Bosnien und Herzegowina in Bezug auf alle Waren mit Ausnahme von wesentlichen humanitären Bedürfnisse         |         |
| 971    | 12. Januar    | über die Verlängerung des Mandats der UN-Beobachtermission in Georgien |         |
| 972    | 13. Januar    | über die Verlängerung des Mandats der United Nations Observer Mission in Liberia und den Friedensprozess in Liberia                                                                   |         |
| 973    | 13. Januar    | über das Referendum für die Selbstbestimmung des Volkes der Westsahara und die Verlängerung des Mandats der UN-Mission für das Referendum in Westsahara durch 31. Mai 1995            |         |
| 974    | 30. Januar    | über die Verlängerung des Mandats der UN Interim Force in Libanon |         |
| 975    | 31. Januar    | über die Verlängerung des Mandats der UN-Mission in Haiti und die Übertragung der Verantwortung von der Multinationalen Truppe in Haiti                                               |         |
| 976    | 8. Februar    | über die Errichtung der UN Angola Verification Mission III |         |
| 977    | 22. Februar   | auf die Entscheidung Arusha als der Sitz des Internationalen Strafgerichtshofs für Ruanda zu bezeichnen                                                                               |         |
| 978    | 27. Februar   | bei der Festnahme und Inhaftierung von Personen, die für Akte in die Zuständigkeit des Internationalen Strafgerichtshofs für Ruanda                                                   |         |
| 979    | 9. März       | zur Wahl eines Sitzes im Internationalen Gerichtshof |         |
| 980    | 22. März      | zur Wahl eines Sitz im Internationalen Gerichtshof |         |
| 981    | 31. März      | über die Einrichtung der UN zur Wiederherstellung des Vertrauens Operation in Kroatien                                                                                                | UNCRO   |
| 982    | 31. März      | über die Verlängerung des Mandats der UN-Schutztruppe in Bosnien und Herzegowina und seine Aktivitäten in Kroatien                                                                    |         |
| 983    | 31. März      | über die Einrichtung der UN Preventive (UNPREDEP) innerhalb der ehemaligen jugoslawischen Republik Mazedonien                                                                         |         |
| 984    | 11. April     | auf Sicherheitsgarantien gegen den Einsatz von Atomwaffen von Nicht-Kernwaffenstaaten, die Vertragsparteien des Vertrags über die Nichtverbreitung von Kernwaffen sind                |         |
| 985    | 13. April     | auf Verlängerung des Mandats der UN-Beobachtermission in Liberia und die Einrichtung des Sicherheitsrats Ausschuss für Waffenembargo gegen Liberia                                    |         |
| 986    | 14. April     | über die Ermächtigung zur zeitweiligen Einfuhr von Erdöl und Erdölprodukten aus Irak                                                                                                  |         |
| 987    | 19. April     | zur Sicherheit der UN-Schutztruppe |         |
| 988    | 21. April     | über die weitere Verlängerung der teilweisen Aussetzung bestimmter Sanktionen gegen Jugoslawien                                                                                       |         |
| 989    | 24. April     | über die Einrichtung der Liste der Kandidaten für die Richter des Internationalen Strafgerichtshofs für Ruanda                                                                        |         |
| 990    | 28. April     | über die Genehmigung des Einsatzes der UN in Kroatien |         |
| 991    | 28. April     | über die Beendigung des Mandats der UN-Beobachtermission in El Salvador am 30. April 1995                                                                                             |         |
| 992    | 11. Mai       | über die Freiheit der Schifffahrt auf der Donau |         |
| 993    | 12. Mai       | über die Verlängerung des Mandats der UN-Beobachtermission in Georgien und Beilegung des Konflikts in Abchasien, Georgien                                                             |         |
| 994    | 17. Mai       | über den Abzug der kroatischen Regierungstruppen aus der Zone der Trennung in Kroatien und vollen Einsatz der UN zur Wiederherstellung des Vertrauens Betrieb in Kroatien             |         |
| 995    | 26. Mai       | über die Verlängerung des Mandats der UN-Mission für das Referendum in Westsahara und Entsendung einer Mission des Sicherheitsrats in die Region                                      |         |
| 996    | 30. Mai       | über die Verlängerung des Mandats der UN Disengagement Observer Force |         |
| 997    | 9. Juni       | über die Verlängerung und Anpassung des Mandats der UN Assistance Mission for Ruanda                                                                                                  |         |
| 998    | 16. Juni      | über die Einrichtung einer Eingreiftruppe innerhalb der UN-Schutztruppe |         |
| 999    | 16. Juni      | über die Verlängerung des Mandats der UN-Beobachtermission in Tadschikistan und Prozess der nationalen Aussöhnung                                                                     |         |
| 1000   | 23. Juni      | über die Verlängerung des Mandats der UN-Friedenstruppe in Zypern und Umsetzung von vertrauensbildenden Maßnahmen zwischen den Parteien in Zypern                                     |         |
| 1001   | 30. Juni      | über die Verlängerung des Mandats der UN Observer Mission in Liberia und der nationalen Aussöhnung in Liberia                                                                         |         |
| 1002   | 30. Juni      | über die Verlängerung des Mandats der UN-Mission für das Referendum in der Westsahara                                                                                                 |         |
| 1003   | 5. Juli       | über die weitere Verlängerung der teilweisen Aussetzung der Sanktionen gegen Jugoslawien                                                                                              |         |
| 1004   | 12. Juli      | zur Forderung des Abzug der bosnisch-serbischen Truppen aus dem sicheren Bereich von Srebrenica, Bosnien und Herzegowina                                                              |         |
| 1005   | 17. Juli      | über die Lieferung von einer entsprechenden Menge von Explosivstoffen für den Einsatz in der Minenräumung in Ruanda                                                                   |         |
| 1006   | 28. Juli      | über die Verlängerung des Mandats der UN Interim Force im Libanon |         |
| 1007   | 31. Juli      | über die Verlängerung des Mandats der UN-Mission in Haiti und den Prozess der nationalen Aussöhnung in Haiti                                                                          |         |
| 1008   | 7. August     | über die Verlängerung des Mandats der UN Angola Verification Mission III und Überwachung der Einhaltung der Waffenruhe in Angola                                                      |         |
| 1009   | 10. August    | über die Vereinbarung vom 6. August 1995 zwischen Kroatien und der UN-Friedenstruppen / UN Protection Force                                                                           |         |
| 1010   | 10. August    | auf Freilassung der inhaftierten Personen in Bosnien und Herzegowina |         |
| 1011   | 16. August    | zur Aufhebung der Beschränkungen durch die Ziffer 13 der Resolution 918 (1994) bzgl. des Verkaufs oder der Lieferung von Waffen an die Regierung von Ruanda                           |         |
| 1012   | 28. August    | über die Einrichtung einer internationalen Untersuchungskommission in Burundi |         |
| 1013   | 7. September  | über die Einrichtung der Internationalen Untersuchungskommission zur Untersuchung der Waffenlieferungen an frühere ruandische Regierungstruppen in der Region der Großen Seen         |         |
| 1014   | 15. September | über die Verlängerung des Mandats der UN Observer Mission in Liberia |         |
| 1015   | 15. September | zu einer teilweisen Aussetzung der Sanktionen gegen Jugoslawien |         |
| 1016   | 21. September | zur militärischen und humanitären Lage in Bosnien und Herzegowina |         |
| 1017   | 22. September | über die Verlängerung des Mandats der UN-Mission für das Referendum in der Westsahara                                                                                                 |         |
| 1018   | 7. November   | zur Wahl eines Sitzes im Internationalen Gerichtshof |         |
| 1019   | 9. November   | auf Verstöße gegen das humanitäre Völkerrecht im ehemaligen Jugoslawien |         |
| 1020   | 10. November  | über die Anpassung des Mandats der UN-Beobachtermission in Liberia und die Umsetzung des Friedensprozesses in Liberia (Beschl. vom 10. Nov.)                                          |         |
| 1021   | 22. November  | über die Beendigung des Embargos gegen Lieferungen von Waffen und militärischer Ausrüstung durch die Resolution 713 (1991)                                                            |         |
| 1022   | 22. November  | über die Aussetzung der verhängten Maßnahmen im Zusammenhang mit der Situation im ehemaligen Jugoslawien                                                                              |         |
| 1023   | 22. November  | zum Abkommen zwischen der Regierung der Republik Kroatien und der örtlichen serbischen Vertreter vom 12. November 1995                                                                |         |
| 1024   | 28. November  | über die Verlängerung des Mandats der UN Disengagement Observer Force |         |
| 1025   | 30. November  | über den Vorschlag für Beendigung des Mandats der UN zur Wiederherstellung des Vertrauens in Kroatien                                                                                 |         |
| 1026   | 30. November  | über die Verlängerung des Mandats der UN-Schutztruppe |         |
| 1027   | 30. November  | über die Verlängerung des Mandats der UN Preventive Deployment Force |         |
| 1028   | 8. Dezember   | über die Verlängerung des Mandats der UN Assistance Mission for Ruanda |         |
| 1029   | 12. Dezember  | über die Verlängerung und Anpassung des Mandats der UN Assistance Mission for Ruanda, um die freiwillige und sichere Rückkehr der ruandischen Flüchtlinge zu unterstützen             |         |
| 1030   | 14. Dezember  | über die Verlängerung des Mandats der UN-Beobachtermission in Tadschikistan |         |
| 1031   | 15. Dezember  | über die Umsetzung des Friedensabkommens für Bosnien und Herzegowina und den Transfer der Autorität von der UN-Schutztruppe für die multinationale Implementation Force (IFOR)        |         |
| 1032   | 19. Dezember  | über die Verlängerung des Mandats der UN-Friedenstruppe in Zypern und Wiederherstellung des Vertrauens zwischen den zwei Gemeinschaften in Zypern                                     |         |
| 1033   | 19. Dezember  | Referendum für die Selbstbestimmung des Volkes von Westsahara |         |
| 1034   | 21. Dezember  | über die Verletzung des humanitären Völkerrechts und der Menschenrechte in dem Gebiet des ehemaligen Jugoslawien                                                                      |         |
| 1035   | 21. Dezember  | über die Einrichtung eines UN-Zivilpolizei, um die International Police Task Force (IPTF) und ein ziviles UN-Büro für die Umsetzung des Friedensabkommens für Bosnien und Herzegowina |         |